# ジェームズ・アルフレッド・ユーイング

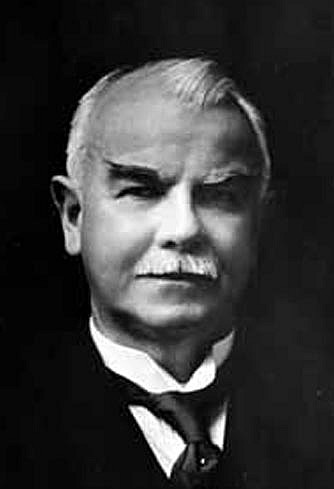
ジェームズ・アルフレッド・ユーイング

サー・ジェームズ・アルフレッド・ユーイング（Sir James Alfred Ewing、1855年3月27日 - 1935年1月7日）は、明治時代の日本で活躍したイギリスの物理学者である。お雇い外国人の代表の一人。

## 経歴・人物

### 来日前
スコットランドのダンディーで牧師一家の子として生まれる。エディンバラ大学に奨学生として入学し、同大学の教授であったフリーミング・ジェンキンの教え子となる。同大学卒業後、グラスゴー大学に勤務しケルヴィン卿として知られているウィリアム・トムソンに従事し、物理学の教鞭を執った。また、同時期にトムソンと共に大西洋で初の海底電線を設置した。

### 日本での活動
1878年（明治11年）9月にトムソンの推薦及び日本政府の招聘より来日した。東京帝国大学（現在の東京大学）に雇われ、物理学や器械工学等多彩な学問の教鞭を執った。また同時期に当時同じく日本で活躍した同郷で同じ地震学者であったジョン・ミルンやトーマス・L・グレイらと共に地震学に興味を持ち、日本地震学会を設立した。この業績を活かし、水平振り子式の地震観測計や二重振り子型の地震観測計を発明する等日本における地震研究の近代化に大きく貢献した。門下に田中館愛橘がいる。

### 帰国後
1883年（明治16年）6月任期満了となり、帰国した。帰国後は生まれ故郷のダンディーの大学で工学の教鞭を執った。7年後の1890年にはケンブリッジ大学でも機械学等の教鞭を執った。この業績によりイギリス海軍の長官に就任し、母校であるエディンバラ大学副総長も務める等一躍有名となった。1887年王立協会フェロー選出、1889年同協会からベーカリアン・メダル、1895年ロイヤル・メダル受賞。

## 著書
- 『The Steam Engine and other Heat Engene』- 帰国後の1884年に執筆、刊行。